# نورث أمريكان إيه جيه سافيج
إيه جيه سافيج (بالإنجليزية: AJ Savage)‏ وأعيد تسميتها إلى إيه 2 سافيج وهي قاذفة قنابل تطلق من حاملات الطائرات تم تصنيعها لبحرية الولايات المتحدة من قبل شركة نورث أمريكان أفياشن. تم توقيع عقد إنتاجها في يونيو عام 1946، وحلقت أول طائرة منها عام 3 يوليو 1948 ودخلت الخدم عام 1949.

## التصميم والتطوير
صممت الطائرة كقاذفة قنابل تقلع من حاملات الطائرات. وتم استخدامها كطائرة استطلاعية ولاحقاً تم تحويلها إلى طائرة خزان. وكانت المحركات النفاثة في وقتها غير مؤهلة وتسرف في الوقود، ولكن تنتج طاقة أكبر بكثير من محركات المكابس العادية. فتم استخدام محركان مكابس من طراز برات آند ويتني آر-2800 دوبل واسب في الأمام ومحرك نفاث من طراز أليسون جيه33 في القسم الخلفي من جسم الطائرة، وكانات جميع المحركات تستخدم نفس نوع الوقود. فأمن هذا نظام قوة دفع أعلى عند الإقلاع وسرعة اندفاع أكبر عند الهجوم.
وتم إقلاع أول طائرة إنتاج في مايو عام 1949 وتم أول هبوط على حاملة الطائرات يو إس إس كورال سي (سي في-43) 31 أغسطس عام 1950.
حوّل الطراز الأول (إيه جيه-1) إلى طائرة إعادة ملء وقود جوا حيث حَوَت مكان القنابل معدات الضخ وخراطيم الوقود.
حلّق الطراز الثاني (إيه جيه-2) في 19 فبراير عام 1953 الذي تضمن محركات مطورة وذنب عامودي أطول.
وصنع طراز (إيه جيه-2 بي) الذي استخدم كطائرة مراقبة التي تضمنت 18 كاميرا وقنابل مضيئة للتصوير الليلي، واحتوت على خزانات وقود إضافية.

## طرازات
- إكس إيه جيه-1: وهو طائر تجريبي مزود بمحركي برات ووتني آر-2800-44 بقوة دفع 2300 حصان ومحرك أليسون جيه33-إيه-19.
- إيه جيه-1: وهو الطراز الأول مزود بمحركي برات ووتني آر-2800-44دبليو بقوة دفع 2400 حصان ومحرك أليسون جيه33-إيه-10، صنع 40 منه وأعيد تسميته إلى إيه-2-إيه عام 1962.
- إيه جيه-2: وهو الطراز الأثاني مزود بمحركي برات ووتني آر-2800-48 بقوة دفع 2500 حصان ومحرك أليسون جيه33-إيه-10، وهو ببدن أطول وسعة وقول أكثر. صنع 70 منه وأعيد تسميته إلى إيه-2-بي عام 1962.
- إيه جيه-2 بي: وهو طراز إتسطلاعي بأنف طائرة مزود بكامرات مراقبة، تم صنع 30 منها.

## المستخدمون
- الولايات المتحدة
  - بحرية الولايات المتحدة

## مواصفات (إيه جيه-1)

### المواصفات العامة
- الطاقم: 3
- الطول: 19.2 متر
- باع الجناح: 21.8 متر
- الارتفاع: 6.2 متر
- مساحة الجوانح: 78 متر مربع
- الوزن الفارغ: 21,363 كيلو غرام
- الوزن الأقصى عند الإقلاع: 23,161 كيلو غرام
- المحركات:
  - أليسون جيه33-إيه-10 بقوة دفع 20 كيلو نيوتون في الذنب، العدد: 1.
  - برات ووتني آر-2800-44دبليو بقوة دفع 2400 (1,800 كيلو وات) في الجوانح، العدد:2.

### الأداء
- السرعة القسوى: 409 عقدة (758 كيلومتر في الساعة)
- المدى: 1,416 ميل بحري
- قدرة الارتفاع 13,100 متر
- حمل الجوانح: 309 كيلو غرام/متر مربع
- نسبة قوة على الوزن (للمحرك المكبس): 150 وات/كيلو غرام
- نسبة قوة على الوزن (للمحرك النفاث): 0.087

### الذخيرة
- قنابل: 5,400 كيلو غرام